# Фаррелл, Эвелин
Эвелин Фаррелл (англ. Evelyn Farrell; род. 10 апреля 1960) — антильская и арубская легкоатлетка, выступавшая в беге на короткие дистанции. Участница летних Олимпийских игр 1984 и 1988 года. Первая женщина, представлявшая Арубу на Олимпийских играх.

## Биография
Эвелин Фаррелл родилась 10 апреля 1960 года.
В 1984 году вошла в состав сборной Нидерландских Антильских островов на летних Олимпийских играх в Лос-Анджелесе. В беге на 100 метров в 1/8 финала заняла 6-е место, показав результат 11,94 секунды и уступив 0,27 секунды попавшей в четвертьфинал с 5-го места Сесиль Нгамби из Камеруна.
В 1988 году вошла в состав сборной Арубы на летних Олимпийских играх в Сеуле. В беге на 100 метров в 1/8 финала заняла последнее, 8-е место, показав результат 12,48 и уступив 0,87 секунды попавшей в четвертьфинал с 3-го месте Анджеле Бэйли из Канады. В беге на 200 метров в 1/8 финала заняла последнее, 8-е место с результатом 25,74, уступив 2,13 секунды попавшей в четвертьфинал с 4-го места Луизе Стюарт из Великобритании.
Фаррелл стала первой женщиной, представлявшей Арубу на Олимпийских играх.
В 2010-е годы возглавляла Федерацию лёгкой атлетики Арубы. В 2019 году была избрана членом исполкома Спортивной ассоциации Северной Америки, Центральной Америки и Карибского бассейна.

## Личные рекорды
- Бег на 100 метров — 11,73 (1983)[5]
- Бег на 200 метров — 24,7 (1983)[5]